# Ritmo, amor y juventud
Ritmo, amor y juventud es una película de Argentina en blanco y negro  dirigida por Enrique de Rosas (hijo) según el guion de Doris Band que se estrenó el 27 de octubre de 1966 y que tuvo como protagonistas a Osvaldo Pacheco, Pinky, Raúl Lavié y Estela Molly. Una de las pocas actuaciones de Pinky en el cine.

## Sinopsis
Aventuras de dos azafatas cuando conocen a un agente secreto porteño.

## Reparto
- Osvaldo Pacheco
- Pinky
- Raúl Lavié
- Estela Molly
- Vicente Rubino
- Marty Cosens
- Osvaldo Canónico
- Silvia Balán
- Rosángela Balbo
- Mimí Pons
- Nina Pontier
- Ricardo Roda
- Zaima Beleño
- Jorge Sobral
- Susy Leiva
- Miguel Palma
- Semillita
- Rodolfo Crespi
- Nelly Cobella
- Blanquita Silván
- Estela Vidal
- Los Iracundos
- Los Cava Bengal
- Los A-go-go
- Miguel Marciante

## Comentarios
La Nación opinó:

”Una anécdota disparatada y un burdo clima festivo sirve aquí de pretexto para el enlace de números musicales importados de la TV…la música de fondo está muy mal administrada”.